# Afroneta
Afroneta là một chi nhện trong họ Linyphiidae.